# Delosperma multiflorum
Delosperma multiflorum är en isörtsväxtart som beskrevs av L. Bol.. Delosperma multiflorum ingår i släktet Delosperma, och familjen isörtsväxter. Inga underarter finns listade i Catalogue of Life.